# 鄭州東駅
鄭州東駅（ていしゅうひがしえき、中文表記: 鄭州东站、英文表記: Zhengzhou East Railway Station）は、中華人民共和国河南省鄭州市金水区に位置する中国鉄路総公司鄭州鉄路局管轄の駅である。

## 概要
石武旅客専用線と鄭徐旅客専用線、鄭西旅客専用線、鄭開都市間鉄道が集まり、総建築面積は約41.2万平方メートル、16面32線を有する、中国の鉄道で最大規模のジャンクション駅である。建設費用は94.7億元。かつては中国鉄路鄭州局集団公司直属の特別駅だったが、2020年に鄭州駅と管理が統合された。

## 所属路線
- 中国鉄路総公司
  - 石武旅客専用線
  - 鄭徐旅客専用線
  - 鄭西旅客専用線
  - 鄭開都市間鉄道
  - 鄭阜旅客専用線

- 鄭州地下鉄
  - 1号線
  - 5号線

## 駅構造
島式ホーム16面32線の高架駅である。面積は2.19km²。

## 歴史
- 2009年6月30日 - 着工[3]。
- 2012年9月28日 - 開業。

## 隣の駅
中国鉄路総公司
石武旅客専用線
新郷東駅 - 鄭州東駅 - 新鄭東駅(未開業) - 許昌東駅
鄭徐旅客専用線
鄭州東駅 - 開封北駅
鄭西旅客専用線
鄭州東駅 - 鄭州西駅
鄭開都市間鉄道
鄭州東駅 - 賈魯河駅